# Окулярник реюньйонський
Окулярник реюньйонський (Zosterops olivaceus) — вид горобцеподібних птахів родини окулярникових (Zosteropidae). Ендемік Реюньйону.

## Опис
Верхня частина тіла оливково-зелена, гузка жовта, живіт сірий, лоб чорний, навколо очей білі кільця. Виду не притаманний статевий диморфізм. 

## Поширення і екологія
Реюньйонські окулярники живуть в рівнинних і гірських тропічних лісах острова Реюньйон.

## Систематика
В 1760 році французький зоолог Матюрен Жак Бріссон описав реюньйонського окулярника в своїй книзі «Ornithologie» за зразком, привезеним до Парижу з острова Бурбон (нині — Реюньйон), однак помилвково вважаючи, що птах походить з Мадагаскару. Він дав птаху французьку назву Le grimpereau olive de Madagascar і латинську назву Certhia Madagascariensis Olivaceus. Однак, хоч Бріссон і навів латинську назву, вона не відповідає принципам біноміальної номенклатури і не визнана Міжнародною комісією із зоологічної номенклатури. Коли в 1766 році шведський натураліст Карл Лінней писав двадцяте видання своєї «Systema Naturae», він включив в книгу опис 240 видів, раніше описаних Бріссоном. Одним з цих видів був реюньйонський окулярник. Лінней в книзі навів короткий опис птаха, придумав біномінальну назву Certhia olivacea і процитував працю Бріссона. За Бріссоном, він помилково вказав місцем поширення птаха Мадагаскар. Пізніше птах був переведений до роду Окулярник (Zosterops). Не виділяють підвидів.